# Cihea
Cihea is een bestuurslaag in het regentschap Cianjur van de provincie West-Java, Indonesië. Cihea telt 7741 inwoners (volkstelling 2010).